# 鄧玉珍
鄧玉珍（1929年2月7日—1999年3月26日），越南共和國外交官，曾任越南共和國駐土耳其大使館代辦及越南共和國駐利比里亞大使，也是該國最後一任駐岡比亞大使。

## 生平
1929年2月7日，鄧玉珍出生於法屬印度支那永隆省。
1946年在西貢夏瑟盧-魯巴高中取得學士學位，1950年畢業於巴黎政治學院，1951-52年作為試讀生於法國國家行政學院經濟及金融學系就讀，1953年任南越財政部助理稅務主任及大叻國家行政學院講師，同年被派駐美國出任駐美國大使館二等秘書至1957年，1958-60年任駐菲律賓大使館一等秘書，1960-63年任駐日本大使館一等秘書，1963-65年任駐美國大使館一等秘書，1965年升任參贊並任至1967年，1967-68年任國際管制委員會越南共和國代表團副團長，1968-70年任總統府禮賓司司長，1970-73年任駐土耳其大使館公使兼代辦，1973-74年任駐利比里亞大使，1974-75年任駐岡比亞大使，也是最後一任。
1999年3月26日，鄧玉珍在美國加利福尼亞州雷德蘭茲逝世。

## 個人生活
鄧玉珍是佛教徒，已婚，育有兩女一子。

## 榮譽
- 特種領綬景星勳章（中华民国，1969年5月29日批准[6]）